# لما كنا صغيرين (مسلسل)
لما كنا صغيرين مسلسل مصري، من بطولة ريهام حجاج وخالد النبوي ومحمود حميدة وندى بسيوني، من تأليف أيمن سلامة ومن إخراج محمد علي.

## قصة المسلسل
في إطار تشويقي مثير تدور أحداث المسلسل حول خمس أصدقاء تخرجوا من الجامعة الأمريكية، وعملوا في مكان واحد سويا يترأسه دكتور الجامعة "سليم منصور" الذي يتورط في أعمال مشبوهة، وإذا بجريمة قتل تقع تغير مجريات الأمور.

## طاقم العمل
- ريهام حجاج: (دنيا)
- خالد النبوي: (ياسين الجمّال)
- محمود حميدة: (سليم منصور)
- نسرين أمين: (نهى)
- كريم قاسم: (وائل)
- نبيل عيسى: (حسن)
- محمود حجازي: (يحيى)
- هاني عادل: (حازم فاروق - ظهور خاص)
- ماجد المصري: (اللواء أحمد العتّال - ظهور خاص)
- منة فضالي: (هالة - ظهور خاص)
- أشرف زكي: (وفيق)
- سميرة عبد العزيز: (أبلة عفت - أخت سليم)
- ندى بسيوني: (والدة دنيا - ظهور خاص)
- عبير منير: (رجاء - والدة ياسين وحسن)
- عماد رشاد: (فهمي)
- رباب ممتاز: (عزة - ضيفة شرف)
- عبد الرحيم حسن: (والد يحيى - ضيف شرف)
- رولين القاسم: (صافي عبد المولى سند)
- هلا السعيد: (فهمي)
- سالي حماد: (نادين)
- هبة عبد الغني: (ضيفة شرف)
- صبحي خليل: (ضابط المباحث - ضيف شرف)
- ماهر سليم: (جلال - والد نهى)